# Anerastia
Anerastia is een geslacht van vlinders van de familie snuitmotten (Pyralidae), uit de onderfamilie Phycitinae.

## Soorten
- A. ablepta Turner, 1913
- A. albivena (Turner, 1947)
- A. anaemopis Turner, 1913
- A. argosticha (Turner, 1913)
- A. bicolor Turati, 1931
- A. biseriella Hampson, 1901
- A. brunneovittella Ragonot, 1888
- A. castanealis Hampson, 1912
- A. celsella Walker, 1863
- A. clepsiphronica Turner, 1947
- A. conspersella Ragonot, 1901
- A. dubia Gerasimov, 1929
- A. erasmia Turner, 1913
- A. flaveolella Ragonot, 1887
- A. gnathosella (Amsel, 1954)
- A. hemirhodella Hampson, 1901
- A. incarnata Staudinger, 1879
- A. incarnatella Ragonot, 1887
- A. infumella Ragonot, 1887
- A. kafirella Hartig, 1937
- A. korbi Caradja, 1910
- A. lavatella Zerny, 1917
- A. lotella - Helmgrasmot (Hübner, 1813)
- A. lotricella Zeller, 1848
- A. macrorrhynca (Turner, 1923)
- A. marcida (Turner, 1923)
- A. metallactis Meyrick, 1887
- A. microchroella Ragonot, 1888
- A. microrrhoda (Turner, 1923)
- A. minoralis Lower, 1903
- A. nitidicostella Ragonot, 1887
- A. plumulatella Turati, 1934
- A. rhodochros Turner, 1947
- A. stictella Hampson, 1908
- A. syssema (Turner, 1913)
- A. taliella Hampson, 1901
- A. xiphimela Lower, 1903
- A. xylodes Turner, 1947